# 알레크 세커레아누
알레크 세커레아누(루마니아어: Alec Secăreanu, 1984년 12월 4일 ~ )는 루마니아의 배우이다. 2017년 영화 《신의 나라》에서 게오르게 이오네스쿠 역으로 잘 알려져 있으며, 이 작품으로 2017년 영국 독립 영화상 남우주연상 후보에 올랐다.